# Xã Plainfield, Quận Iosco, Michigan
Xã Plainfield (tiếng Anh: Plainfield Township) là một xã thuộc quận Iosco, tiểu bang Michigan, Hoa Kỳ. Năm 2010, dân số của xã này là 3.799 người.